# Игор Журжинов
Игор Журжинов (рођен 30. маја 1981. у Панчеву) је српски фудбалер, који тренутно игра за ФК Борац Бањалука.
Фудблску каријеру започео је у клубу ФК Динамо Панчево, наставио у Славији из Источног Сарајева, од 2005. до 2010 играо за Зрињски Мостар, затим за Истру 1961, а тренутно игра за Борац из Бање Луке.